# میکائیل پونتال
میکائیل پونتال (انگلیسی: Mickaël Pontal؛ زادهٔ ۳۰ آوریل ۱۹۸۰) بازیکن فوتبال اهل فرانسه است.
از باشگاه‌هایی که در آن بازی کرده‌است می‌توان به باشگاه فوتبال کن و باشگاه فوتبال سن-اتین اشاره کرد.